# Pappenheimer (DJ)
Pappenheimer (* 24. Oktober 1983 in Würzburg; bürgerlich Jörg Ringleb) ist ein deutscher Techno-DJ.

## Leben
Pappenheimer kam nach eigener Aussage im Alter von 14 Jahren zum DJing, er begann mit Hip-Hop, kam dann über den Breakbeat zum Techno. Ein Schlüsselerlebnis war der Rave am Frankfurter Hafentunnel 2001, bei dem ihn DJ Rush dermaßen überzeugte, dass er selbst das Auflegen versuchte. Er begann sich langsam einen Namen aufzubauen. Zu seinen größten Erfolgen gehörte die Initiierung der „Abfahrt“-Veranstaltungen im Würzburger Club Airport. Außerdem spielte er auf verschiedenen größeren Techno-Events wie der Nature One, wo er unter anderem 2015 fünf Sets spielte.
Nachdem er ab 2008 einige Tracks auf selbst produzierten Alben im Internet veröffentlichte, erschien 2015 sein Debütalbum Time Travel über ZYX Music. 2018 folgte sein Zweitwerk Stolen Memory. Das Album erreichte am 27. Juli 2018 Platz 25 der deutschen Charts.

## Diskografie
Alben
- 2015: Time Travel (ZYX Music)
- 2018: Stolen Memory (ZYX Music)

Mixtapes
- 2008: Melodien für die Ewigkeit (Nightgen Records)
- 2010: Das Beste aus dem Frankenlande (Nightgen Records)
- 2011: In der Rille liegt die Kraft (Nightgen Records)
- 2015: Weekend (zusammen mit Linus Quick, Italo Business)
- 2018: Between Time and Memory (ZYX Music)

Singles
- 2017: Wet Feather (zusammen mit Felix Bernhardt)
- 2017: Please EP (zusammen mit Matt Mus)
- 2017: Spring Splash
- 2017: Get Up Pt. 2
- 2017: Bro
- 2019: Vision (zusammen mit Matt Mus)